# 보시
보시(布施, 산스크리트어: dāna 다-나, 팔리어: dāna 다-나)는 자비심으로써 다른 이에게 조건 없이 물건을 주는 것을 말한다. 즉, 봉사활동을 말한다.
《대지도론》 제11권에 따르면, 보시를 행하면 6근(六根)이 청정해지고 유익한 마음[善欲心]이 생겨난다. 그리고 공덕의 과보를 만나게 된다. 6근이 청정해지는 것은 12연기에 의하면 비리작의를 제거하는 환멸연기에서 핵심적인 부분이다.(참고: 십이연기설#(6) 촉(觸)) 유익한 마음은 공덕 즉 선업(유익한 업)을 쌓는 작용을 하고 쌓인 공덕은 좋은 과보를 만나게 한다. 또한 《대지도론》에 따르면, 보시를 할 때 '근접 8정도'[相似八正道]와 '근접 37도품'[相似三十七品]이 마음 속에 생겨난다. 근접 8정도란 《잡아합경》 제28권 제785경 〈광설팔성도경〉등에 의하면 정견 등 8정도는 좋은 세계로 향하게 하는 것과 출세간으로 향하게 하는 두 가지가 있는데 첫 번째의 좋은 세계로 향하게 하는 것을 말한다.
상좌부의 아비담마에 의하면, 인과 즉 업과 업의 과보의 법칙 즉 연기법에 따라, 욕계 유익한 마음을 포함한 유익한 마음에 의해 선업(유익한 업)이 쌓이고 선업에 의해 현세와 미래에 마음에 드는[可意] 대상, 즉, 즐겁고 기쁜 대상과 만나게 된다. 또한 유익한 마음은 보시와 지계(sīla) 그리고 수행(bhāvana)을 할 때 일어난다.